# Texaanse draadwormslang
De Texaanse draadwormslang (Rena dulcis synoniem: Leptotyphlops dulcis) is een slang uit de familie draadwormslangen (Leptotyphlopidae) en de onderfamilie Epictinae.

## Naam en indeling
De wetenschappelijke naam van de soort werd voor het eerst voorgesteld door Spencer Fullerton Baird en Charles Frédéric Girard in 1853. De slang werd later aan de geslachten Stenostoma, Leptotyphlops en Glauconia toegekend.
De soortaanduiding dulcis betekent vrij vertaald 'zoet' en is afgeleid van het Latijnse duleis.

### Ondersoorten
De soort wordt verdeeld in twee ondersoorten die onderstaand zijn weergegeven, met de auteur en het verspreidingsgebied.
Het geslacht omvat de volgende soorten, met de auteur en het verspreidingsgebied.
| Naam                | Auteur               | Verspreidingsgebied                             |
| ------------------- | -------------------- | ----------------------------------------------- |
| Rena dulcis dulcis  | Baird & Girard, 1853 | De rest van het areaal                          |
| Rena dulcis rubella | Garman, 1884         | Verenigde Staten (Texas), noordoostelijk Mexico |

## Uiterlijke kenmerken
Texaanse draadwormslang heeft een roze tot bruine lichaamskleur met gladde schubben, een korte staart en rudimentaire, met schubben bedekte ogen. De lichaamsvorm is langwerpig en het dier heeft een cilindrisch lijf. De lichaamslengte bedraagt ongeveer 12,5 tot 20,5 centimeter, uitschieters kunnen tot iets meer dan 27 cm lang worden.

## Levenswijze
Het voedsel van deze soort bestaat uit kleine insecten en spinnen, maar ook larven van mieren en termieten. Daarvoor bezoekt hij vaak mieren- en termietennesten. Zodra hij binnen is, laat hij door middel van feromonen, die gelijkenis vertonen met die van de insecten, weten dat hij bij het nest hoort, zodat hij ongestoord kan eten. Zelf wordt het dier gegeten door andere slangen en nachtactieve zoogdieren en vogels.
De vrouwtjes zetten eieren af, het legsel bestaat uit twee tot vijf eieren. De eieren worden door het vrouwtje omwikkeld tot ze uitkomen.

## Verspreiding en habitat
Deze soort komt voor delen van Noord-Amerika en leeft in de landen Verenigde Staten (Colorado, Oklahoma, Texas) en Mexico (Querétaro, Chihuahua, San Luis Potosí, Hidalgo, Coahuila de Zaragoza). De habitat bestaat uit gematigde bossen, savannen en verschillende typen scrublands, graslanden en woestijnen. Ook in door de mens aangepaste streken zoals landelijke tuinen kan de slang worden gevonden.

## Beschermingsstatus
Door de internationale natuurbeschermingsorganisatie IUCN is de beschermingsstatus 'veilig' toegewezen (Least Concern of LC).